# Santa Rosa (La Pampa)
Santa Rosa è una città dell'Argentina, capoluogo della provincia di La Pampa. 

## Geografia
Santa Rosa si trova nell'estremità occidentale della regione della Pampa, ai margini della laguna Don Tomás, a 608 km a sud-ovest della capitale nazionale Buenos Aires. La città ha una popolazione di quasi 95 000 abitanti, circa un terzo del totale dell'intera provincia.

## Storia
Fondata nel 1892 da Tomás Mason, fu raggiunta dalla ferrovia cinque anni dopo. Tuttavia soltanto nella seconda metà del XX secolo Santa Rosa divenne un centro agricolo relativamente importante.

## Monumenti e luoghi d'interesse
- Quartiere Fitte (1930)
- Monumento a José de San Martín
- Palazzo di Giustizia

## Cultura

### Istruzione

#### Musei
- Museo d'Arte Provinciale, con dipinti di Raúl Soldi, Antonio Berni, Quinquela Martín e altri importanti pittori argentini.
- Museo Provinciale di Storia Naturale
- Museo della Polizia

#### Università
La città è sede dell'Università Nazionale di La Pampa, fondata nel 1958.

### Teatri
- Teatro Español

## Infrastrutture e trasporti

### Strade
La città è situata all'intersezione tra la strada nazionale 5, che la unisce a Buenos Aires, e la strada nazionale 35 che assicura i collegamenti con Córdoba a nord e  Bahía Blanca a sud.

### Aeroporti
L'aeroporto di Santa Rosa (codice RSA) dista 2 km dalla città lungo la Ruta 35, ed ha voli regolari per Buenos Aires e Bahía Blanca.

## Galleria d'immagini

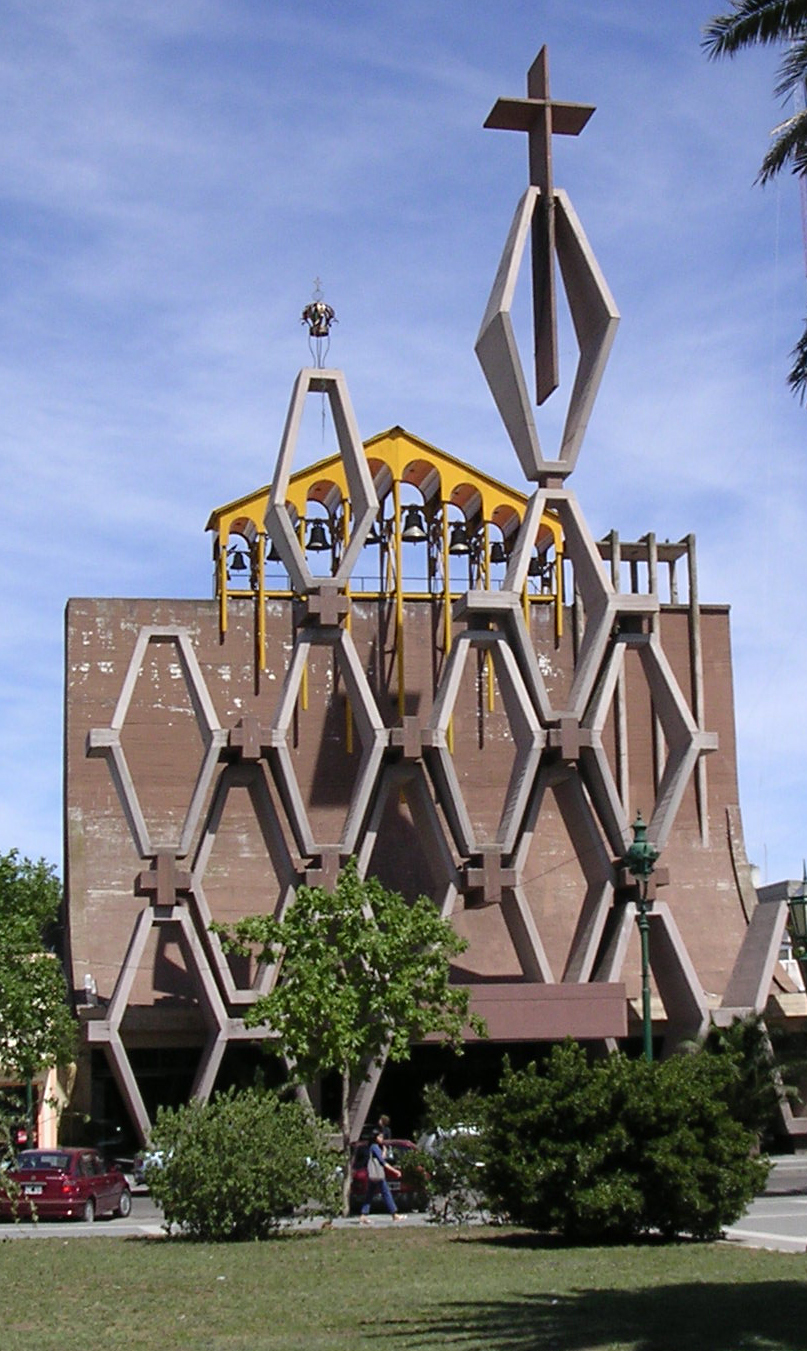
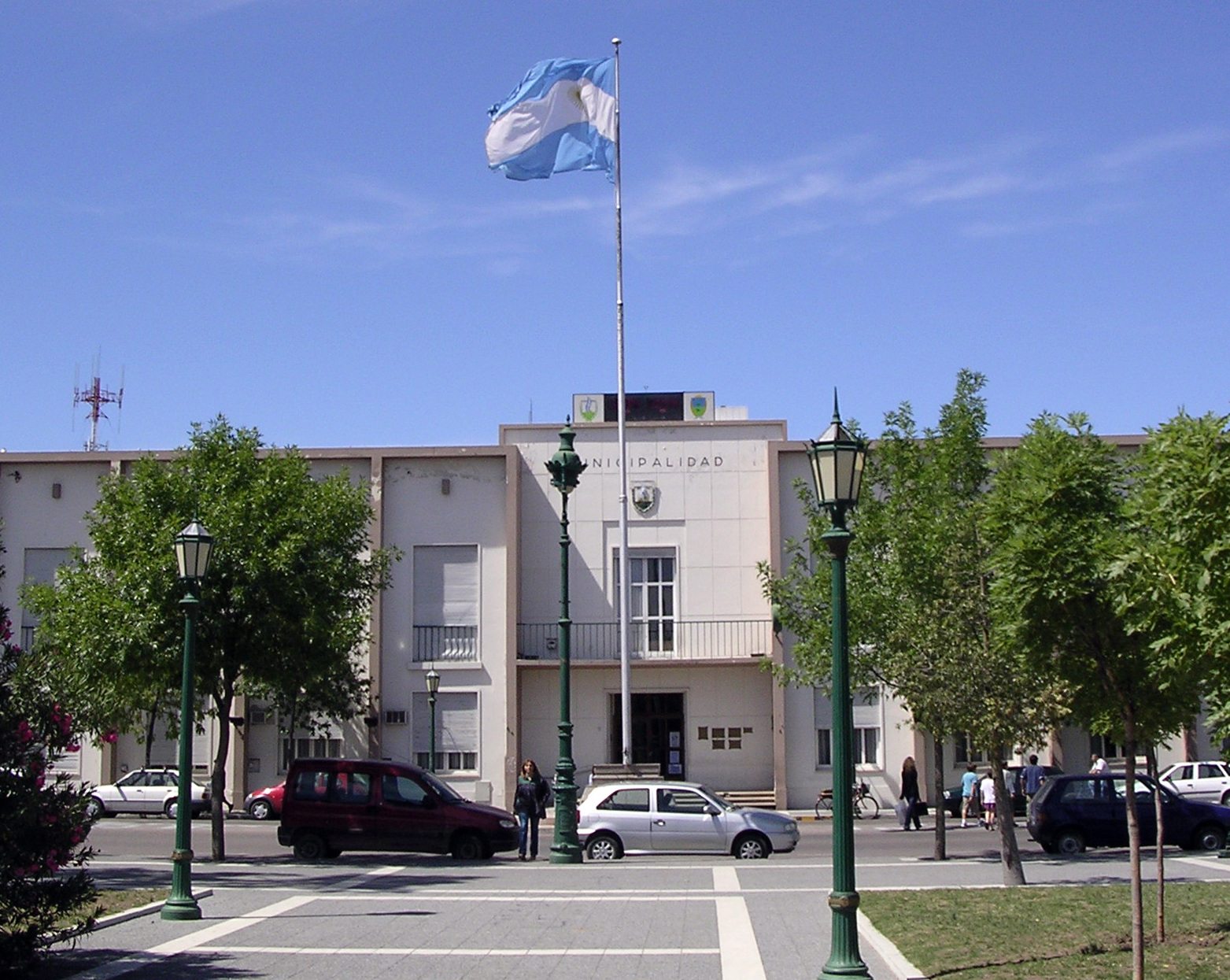
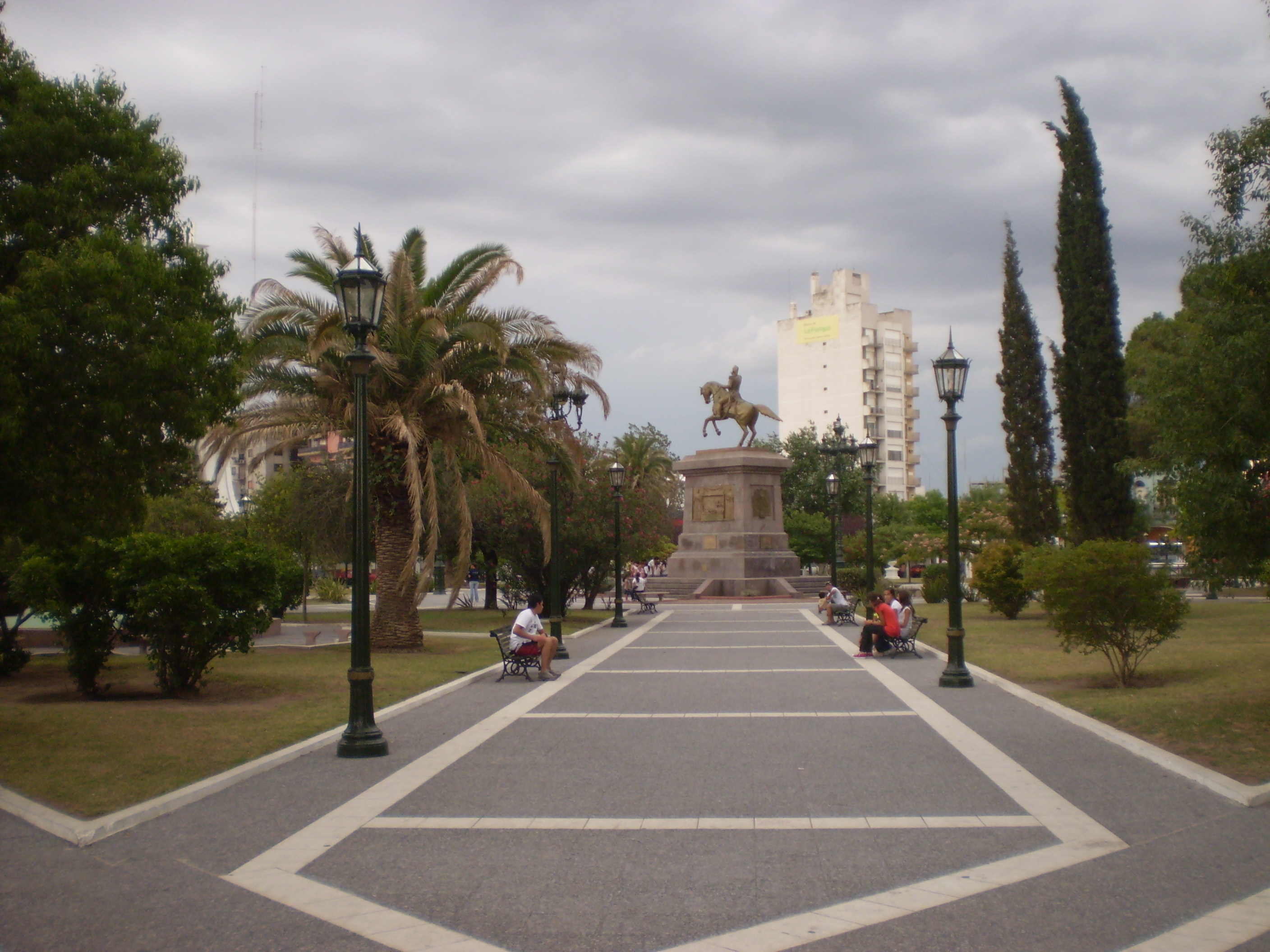